# Pandean (Rembang)
Pandean is een bestuurslaag in het regentschap Pasuruan van de provincie Oost-Java, Indonesië. Pandean telt 2803 inwoners (volkstelling 2010).